# Gennaios Kolokotronis

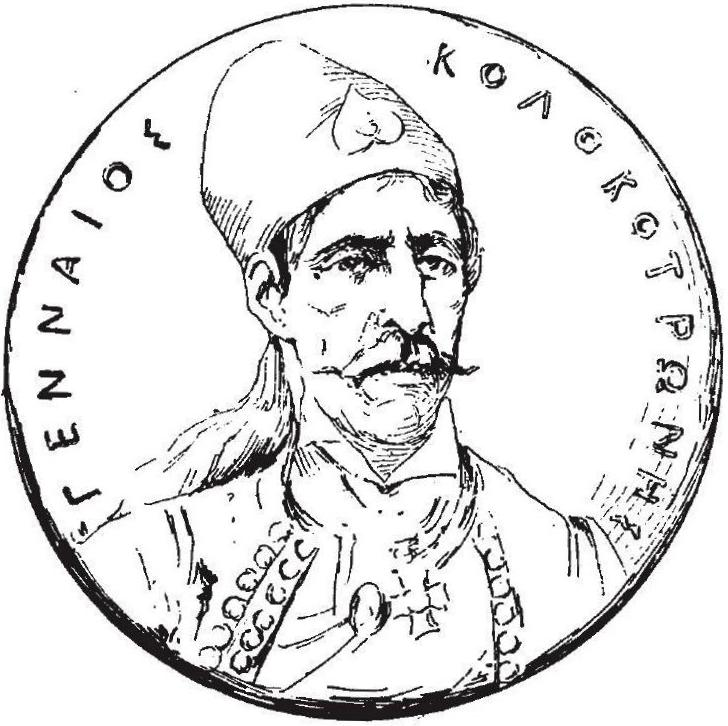
Gennaios Kolokotronis

Gennaios (Ioannis) Kolokotronis (griechisch: Γενναίος Κολοκοτρώνης) (* 1803 in Zakynthos; † 23. Mai 1868) war ein griechischer Politiker und Ministerpräsident.

## Familie und Unabhängigkeitskämpfer
Er wurde als Sohn des Helden des Unabhängigkeitskrieges von 1821, Theodoros Kolokotronis, geboren und unter dem Vornamen Ioannis getauft.
Zusammen mit seinem Vater kämpfte er während des Unabhängigkeitskrieges und befand sich mit diesem auch zeitweise in Haft. Während des Krieges erhielt er den Namen „Gennaios“ („der Tapfere“).

## Berufliche und politische Laufbahn
Nach der internationalen Anerkennung der Unabhängigkeit 1830 wurde er zum Oberst befördert, allerdings kurz darauf erneut mit seinem Vater als Führer der so genannten Russischen Partei verhaftet.
Nach der Krönung von Otto I. zum ersten König von Griechenland am 6. Februar 1833 wurde er zu dessen Adjutant und zum Generalmajor befördert. Später wurde er zugleich Senator. 1852 unterdrückte er erfolgreich den Aufstand des Mönches Christophoros Papoylakos auf der Halbinsel Mani sowie 1862 die Meuterei in Nafplion.
Vom 7. Juni 1862 bis zum Sturz von König Otto I. am 23. Oktober 1862 war er dessen (letzter) Ministerpräsident. Nach der Absetzung des Königs ging er zunächst ins Exil nach Italien. 1863 kehrte er nach Griechenland zurück, zog sich aber aus dem aktiven politischen Leben zurück. Während des Aufstands auf Kreta 1866 spielte er auf Wunsch des neuen Königs, Georg I., noch einmal eine Rolle als Vermittler.

## Biographische Quellen und Hintergrundinformationen
- Biographische Daten in rulers.org
- Douglas Dakin: The Greek Struggle For Independence 1821–1833. Berkeley 1973 (PDF-Datei; 281 kB)
- Evi Koukouraki: Von den griechischen Befreiungskriegen bis in die Gegenwart: Geschichte des jungen Griechenlands. 2003.
- The Greek Economy 1833–1897
- Court Gouvernments II 1857–1862

| Vorgänger           | Amt                                   | Nachfolger          |
| ------------------- | ------------------------------------- | ------------------- |
| Athanasios Miaoulis | Premierminister von Griechenland 1862 | Dimitrios Voulgaris |

| Personendaten    | Personendaten                                              |
| ---------------- | ---------------------------------------------------------- |
| NAME             | Kolokotronis, Gennaios                                     |
| ALTERNATIVNAMEN  | Kolokotronis, Ioannis; Κολοκοτρώνης, Γενναίος (griechisch) |
| KURZBESCHREIBUNG | griechischer Politiker und Ministerpräsident               |
| GEBURTSDATUM     | 1803                                                       |
| GEBURTSORT       | Zakynthos                                                  |
| STERBEDATUM      | 23. Mai 1868                                               |